# 텐텐 (소설)
《텐텐》(転々)은 후지타 요시나가의 소설이자 이를 원작으로 2007년 11월 10일에 개봉된 일본 영화이다.
드라마 《시효경찰》 시리즈의 미키 사토시가 감독, 오다기리 조가 주연을 맡았다.

## 줄거리
대학교 8학년인 다케무라 후미야. 빚이 있으나 갚지 못하고 있는 그에게, 돈을 받으러 온 후쿠하라가 〈자기와 함께 도쿄 산책을 하지 않겠느냐〉고 제안하며, 보상으로 100만 엔을 준다고 한다. 수상하다고 느끼지만 후쿠하라의 제안을 받아들이며, 두 사람의 산책이 시작된다.

## 출연진
- 다케무라 후미야 - 오다기리 조
- 후쿠하라 아이치로 - 미우라 도모카즈
- 마키코 - 고이즈미 교코
- 후후미 - 요시타카 유리코
- 구니마쓰 - 이와마쓰 료
- 센다이 - 후세 에리
- 토모베 - 마쓰시게 유타카
- 키시베 잇토쿠 - 키시베 잇토쿠
- 미카즈키 시즈카 - 아소 구미코 (우정출연)